# پی‌یر کوسو
پی‌یر کوسو (فرانسوی: Pierre Cosso‎؛ زادهٔ ۲۴ سپتامبر ۱۹۶۱) بازیگر، موسیقی‌دان، ترانه‌سرا و خواننده اهل فرانسه است.
از فیلم‌ها یا برنامه‌های تلویزیونی که وی در آن نقش داشته‌است، می‌توان به مینو، ناپدری، ماجراهای اسب سیاه، مهمانی ۲ و مینو اشاره کرد.